# التهاب القرص الفقري
التهاب القرص الفقري (بالإنجليزية: Spondylodiscitis) هو التهاب لكل من القرص وجسم الفقرة، حيث عند التهاب القرص يكون جسم الفقرة المجاورة مصاباً عادةً أو العكس.

## مضاعفات المرض
1. الخراج الشوكي فوق الجافية. (بالإنجليزية: Spinal epidural abscess)
2. الخراج الشوكي تحت الجافية. (بالإنجليزية: Spinal subdural abscess)
3. التهاب السحايا. (بالإنجليزية: Meningitis)
4. خلل في البنية العظمية.
5. ضعف عصبي تدريجي.
6. خراج خلف البلعوم. (بالإنجليزية: خراج خلف البلعوم) وهذا خاص بالفقرات العنقية.
7. التهاب المنصف (بالإنجليزية: Mediastinitis)وهذا خاص بالفقرات الظهرية.[2]

## عوامل الخطر
1. إساءة استعمال الأدوية أو المخدرات عن طريق الحقن الوريدي.
2. مرض السكري.
3. الديال الدموي أوتصفية الدم. (بالإنجليزية: hemodialysis)
4. التثبيط المناعي.
5. التهاب الشغاف العدوائي. (بالإنجليزية: Infective Endocarditis)
6. ما بعد إجراء عملية جراحية أو إجراء تشخيصي تداخلي للعمود الفقري.
7. التقدم في العمر.[2][3]

## الأعراض
1. ألم موضعي مكان الالتهاب (90%).
2. حرارة (52%).
3. نقصان في الوزن.
4. آلام وتشنجات بالعضلات بجانب العمود الفقري.
5. الألم الجذري (بالإنجليزية: Radicular pain) أو اعتلال عضلي (50–93%).
6. احتمالية الشلل العصبي تكون أعلى بكبار السن، والتهاب القرص الفقري العنقي، ومع مرضى السكري أو التهاب المفاصل الروماتويدي، والتهاب القرص الفقري الناتج عن المكورة العنقودية الذهبية (باللاتينية: Staphylococcus aureus).[2][5]

## مصدر المرض
- يعد التهاب المسالك البولية أكثر المصادر شيوعاً للبكتيريا المسببة للالتهاب الفقاري.
- من المصادر المسببة للمرض التهاب القنوات الهوائية، والتهاب الأنسجة.
- في 37% من الحالات يكون المصدر مجهول.
- تنتقل العدوى من المصدر إلى الفقرة أو القرص عن طريق الدم (انتقال شرياني أو وريدي) أو انتقال مباشر من عدوى قريبة بالأنسجة المحيطة.[7]

## الميكروبات المسببة
1. المكورات العنقودية الذهبية تعد أكثر مسبب (أكثر من 50%).
2. الإشريكية القولونية أو العصيات القولونية. (بالإنجليزية: E.Coli).
3. ميكروبات لها علاقة بمكان الإصابة الأولي. مثل:

- التهاب المسالك البولية:الإشريكية القولونية أو المتقلبة (بالإنجليزية: Proteus)
- التهاب القنوات الهوائية: مكورة رئوية.
- التهاب الشغاف: المكورة العقدية أو العنقودية.
- السل: متفطرة سلية.
- نوكاردية.
- مركب المتفطرات الطيرية (بالإنجليزية: Mycobacterium avium complex).
- ميكروبات متعددة. (2.5 % من الحالات).[2][8]

## التشخيص
- تحاليل الدم: كريات الدم البيضاء تكون مرنفعة بالعادة في 35% من الحالات، لكن سرعة ترسب الدم تكون مرتفعة (أكثر من 40 مم/ساعة) في كل الحالات تقريباً، أما البروتين المتفاعل C فهو أكثر حساسية للارتفاع من سرعة ترسب الدم، كما أنه يعود لمستوياته الطبيعية مبكراً مع العلاج الجيد للمرض.

- الخزعة: ايجابية في 50% من الحالات، حيث يتم اجراؤها عن طريق ابرة يتم ادخالها من الجلد إلى مكان الإصابة بمساعدة الأشعة سينية أو الصورة الطبقية، ومن ثم يتم عمل زراعة مجهرية في المختبر. في حال أخذ الخزعة عن طريق الجراحة تكون نسبة الايجابية أعلى في الكشف عن الميكروبات المسببة.

- التصوير الطبي: الأشعة السينية تكشف التغيرات الأولية التي تحدث في جسم الفقرة من (2 إلى 8) أسابيع بعد الالتهاب، كما يمكن إجراء أشعة طبقية ولكنها أيضاً قد لا تكشف المرض في بداياته لكنها مهمة لمعرفة مقدار التهتك العظمي الحاصل من المرض. الرنين المغناطيسي مع صبغة يكشف المرض بنسب عالية. الأشعة النووية للعظم مع استخدام عنصر الجاليوم يعد أكثر الصور الطبية حساسية لاكتشاف المرض.[2][9][10]

## العلاج
- 90% من الحالات يمكن علاجها بدون تدخل جراحي، وخاصة في بدايات المرض، وخاصة إذا كانت الإصابة فقط في فقرة واحدة وقرص مجاور لها ولا يوجد أي اعتلال عصبي أو خلل في بنية العمود الفقري ولا تسبب اعياء عام أو تسمم دم للمريض، وذلك باستخدام المضدات الحيوية الوريدية لمدة 6 أسابيع على الأقل يتبعها مضادات حيوية عن طريق الفم لمدة (6 إلى 8) أسابيع، وهذا يقرره طبيب العدوى حسب الحالة مصحوب بازالة أو علاج المسبب الرئيسي ان وجد لالتهاب القرص الفقري.
- من الممكن استخدام مشدات ظهر للمساعدة على الحركة وتخفيف الألم.
- يفضّل ان أمكن أخذ خزعة من مكان الإصابة قبل البدء بالمضادات الحيوية حتى تكون نسبة نجاح الزراعة المجهرية عالية وبالتالي معرفة المضاد الحيوي الأمثل لها.
- يتم إجراء عملية جراحية لازالة المكان المصاب في حالات عدم تجاوب المريض للمضادات الحيوية أو كانت الفقرة والقرص المصابين يسببان اعياء عام وتسمم دم أو كان هنالك اعتلال عصبي أو خلل واضح في بنية العمود الفقري حيث في هذه الحالة قد يستخدم تثبيت داخلي معدني لتقويم العمود الفقري.[2]